# アンスティチュ・フランセ日本
フランス政府が管理・運営するフランス文化センター。アンスティチュ・フランセ（本部はパリ15区）の日本支部に相当する。代表者は歴代のフランス大使館文化参事官が兼任している。
関西日仏学館はレイモン・メストラレの設計で1936年に竣工した近代建築である。館長は在京都フランス総領事が兼任する。

## 活動
設立の目的として以下を掲げる。
- 文化・芸術・高等教育における日仏交流
- フランスの制作物のプロモーション
- フランス語の普及

## 沿革
- 2012年9月1日 - 東京日仏学院（Institut franco-japonais de Tokyo）、横浜日仏学院（Institut franco-japonais à Yokohama）、関西日仏学館（Institut franco-japonais du Kansai）、九州日仏学館（Institut franco-japonais du Kyushu）と在日フランス大使館文化部の統合により誕生。
- 2013年1月1日 - 大阪日仏センター＝アリアンス・フランセーズ（Alliance Française d'Osaka）が加入。
- 2014年 -  アーティスト・イン・レジデンスのヴィラ九条山（Villa Kujoyama）が加入[1]。
- 2019年 - アンスティチュ・フランセ沖縄（Institut franco-japonais à Okinawa）が開館[2]。

### 統合に伴う名称変更
- 東京日仏学院 → アンスティチュ・フランセ東京（Institut français du Japon – Tokyo）
- 横浜日仏学院 → アンスティチュ・フランセ横浜（Institut français du Japon – Yokohama）
- 関西日仏学館 → アンスティチュ・フランセ関西 - 京都（Institut français du Japon – Kansai / Kyoto）
- 大阪日仏センター＝アリアンス・フランセーズ → アンスティチュ・フランセ関西 - 大阪（Institut français du Japon – Kansai / Osaka）
- 九州日仏学館 → アンスティチュ・フランセ九州（Institut français du Japon – Kyushu）

### 名称再変更
2023年4月1日より、東京・横浜・関西・九州・沖縄の各「アンスティチュ・フランセ」の名称について、いずれも以前の名称である「日仏学館」に戻すこととなった。アンスティチュ・フランセ関西-京都の館長を務めるジュール・イルマン在京都フランス総領事は、名称の変更について「京都では日仏学館の名前の方になじみがあり、発音しにくいカタカナに変えたのは間違いだったと思う。『日仏』の2文字には、私たちの交流の歴史と未来にとって重要な意味がある」と意図を語っている。

## 所在地
アンスティチュ・フランセ日本 本部（代表、フランス語・書籍・フランコフォニー部門、大学交流＆リセ部門、グローバル討論部門、広報＆メセナ部門）〒106-8514 東京都港区南麻布四丁目11-44 フランス大使館内
アンスティチュ・フランセ日本 本部（事務局、芸術部門、メディア・コンテンツ部門）〒162-8415 東京都新宿区市谷船河原町15 東京支部：アンスティチュ・フランセ東京内
アンスティチュ・フランセ東京〒162-8415 東京都新宿区市谷船河原町15
アンスティチュ・フランセ横浜〒231-0015 神奈川県横浜市中区尾上町5-76 明治屋尾上町ビル7階
アンスティチュ・フランセ関西 - 京都〒606-8301 京都府京都市左京区吉田泉殿町8
ヴィラ九条山〒607-8492 京都府京都市山科区日ノ岡夷谷町17-22
アンスティチュ・フランセ関西 - 大阪〒530-0041 大阪府大阪市北区天神橋二丁目2-11 阪急産業南森町ビル9階
アンスティチュ・フランセ九州〒810-0041 福岡県福岡市中央区大名二丁目12-6 BLD.F 3階
アンスティチュ・フランセ沖縄〒900-0015 沖縄県那覇市久茂地2丁目15番3号 嘉栄産業ビル5階